# فور کورنرز (مینه‌سوتا)
فور کورنرز (به انگلیسی: Four Corners) یک منطقهٔ مسکونی در ایالات متحده آمریکا است که در شهرستان سنت لوئیس، مینه‌سوتا واقع شده‌است. فور کورنرز ۹۰ نفر جمعیت دارد و ۴۴۵٫۰۱ متر بالاتر از سطح دریا واقع شده‌است.